# 默氏副半節魴鮄
默氏副半節魴鮄，為輻鰭魚綱鮋形目牛尾魚亞目黃魴鮄科的其中一種，分布於西太平洋的日本、班達海、新喀里多尼亞等海域，棲息深度360-710公尺，體長可達26.5公分，為深海底棲性魚類，屬肉食性，生活習性不明。

## 擴展閱讀
維基物種上的相關：默氏副半節魴鮄